# جارد أندرسون
جارد أندرسون (بالإنجليزية: Jared Anderson)‏ هو مغني أمريكي، ولد في 28 ديسمبر 1974 في كوفينغتون في الولايات المتحدة، وتوفي بنفس المكان في 14 أكتوبر 2006.

## وصلات خارجية
- جارد أندرسون على موقع ميوزك برينز (الإنجليزية)
- جارد أندرسون على موقع ديسكوغز (الإنجليزية)